# Grapholita lunulana
Grapholita lunulana es una especie de polilla del género Grapholita, tribu Grapholitini, familia Tortricidae. Fue descrita científicamente por Denis & Schiffermuller en 1775.
La envergadura es de unos 12–17 milímetros. Se distribuye por Europa: Austria.